# Cornelis Bernardus Schuurman

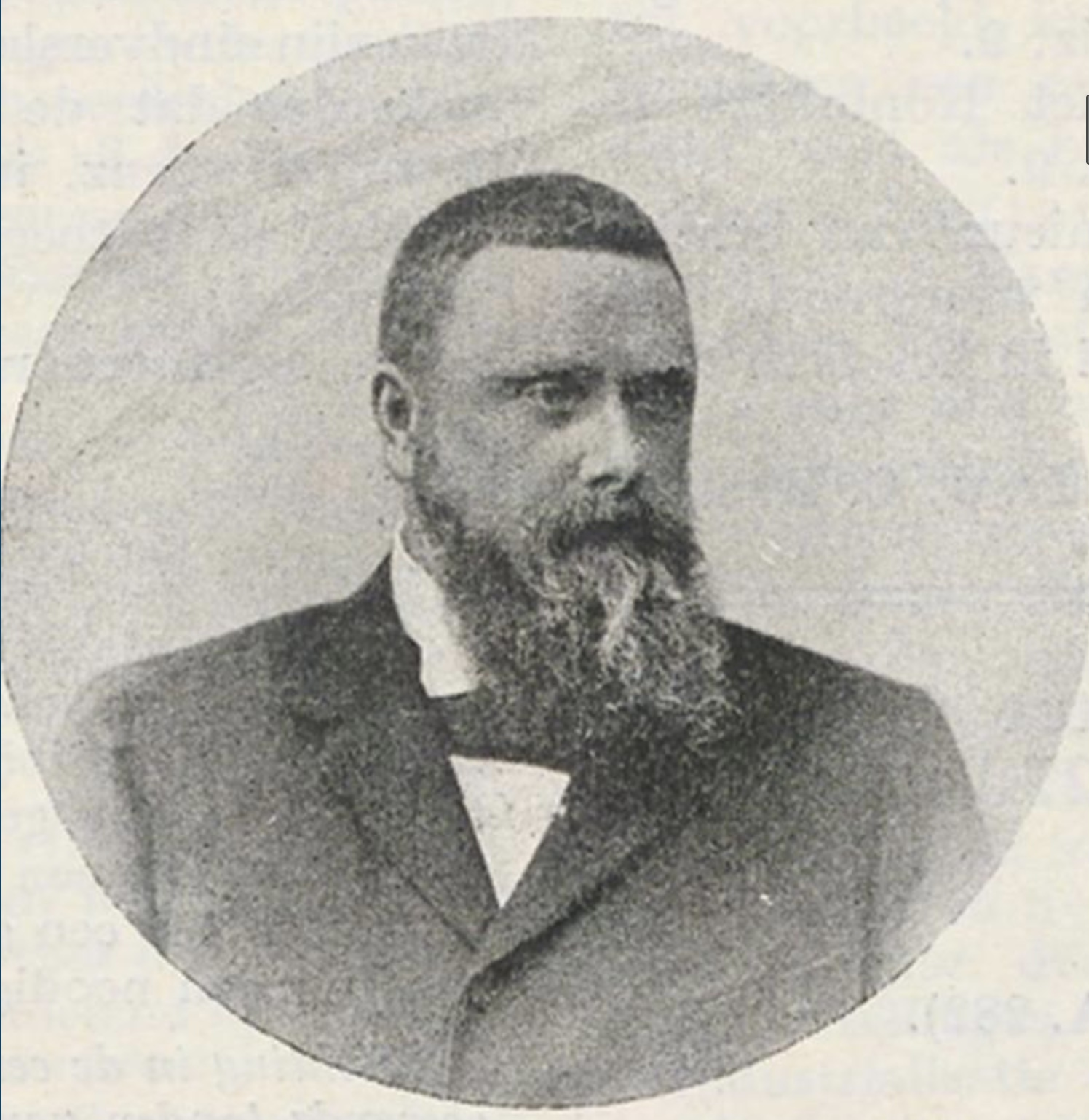
Cornelis Bernardus Schuurman

Cornelis Bernardus Schuurman (Rijswijk 16 november 1846 - Den Haag 3 juni 1929), waterbouwkundige. Hij was de zoon van Johannes Wilelmus Schuurman, notaris, en volgde de niet-klassieke gymnasium opleiding en ging daarna in september 1863 studeren aan de Koninklijke Akademie te Delft. Vanwege de overgang op een nieuw studieprogramma verloor hij een aantal jaar, waardoor hij pas in juli 1869 afstudeerde.
Op 1 mei 1870 haalde hij het vergelijkend examen van Rijkswaterstaat en werd aspirant ingenieur.

## Zeeland
Hij begon bij de afdeling die de Waterstaatskaart maakte en werd daarna geplaatst in Sluis voor de werken voor een afwateringskanaal van de Bakkersdam ten zuiden van Oostburg naar de Wielingen even ten oosten van de grens met België. Ook werkte hij toen aan de inpoldering van de Willem-Leopoldpolder, een internationale polder die voor 134 ha in Nederland ligt en voor 495 ha in België. In 1874 werd hij bevorderd tot ingenieur en vanaf 1875 werd hij de arrondissementsingenieur in Sluis. In deze functie kon hij deze werken voltooien.

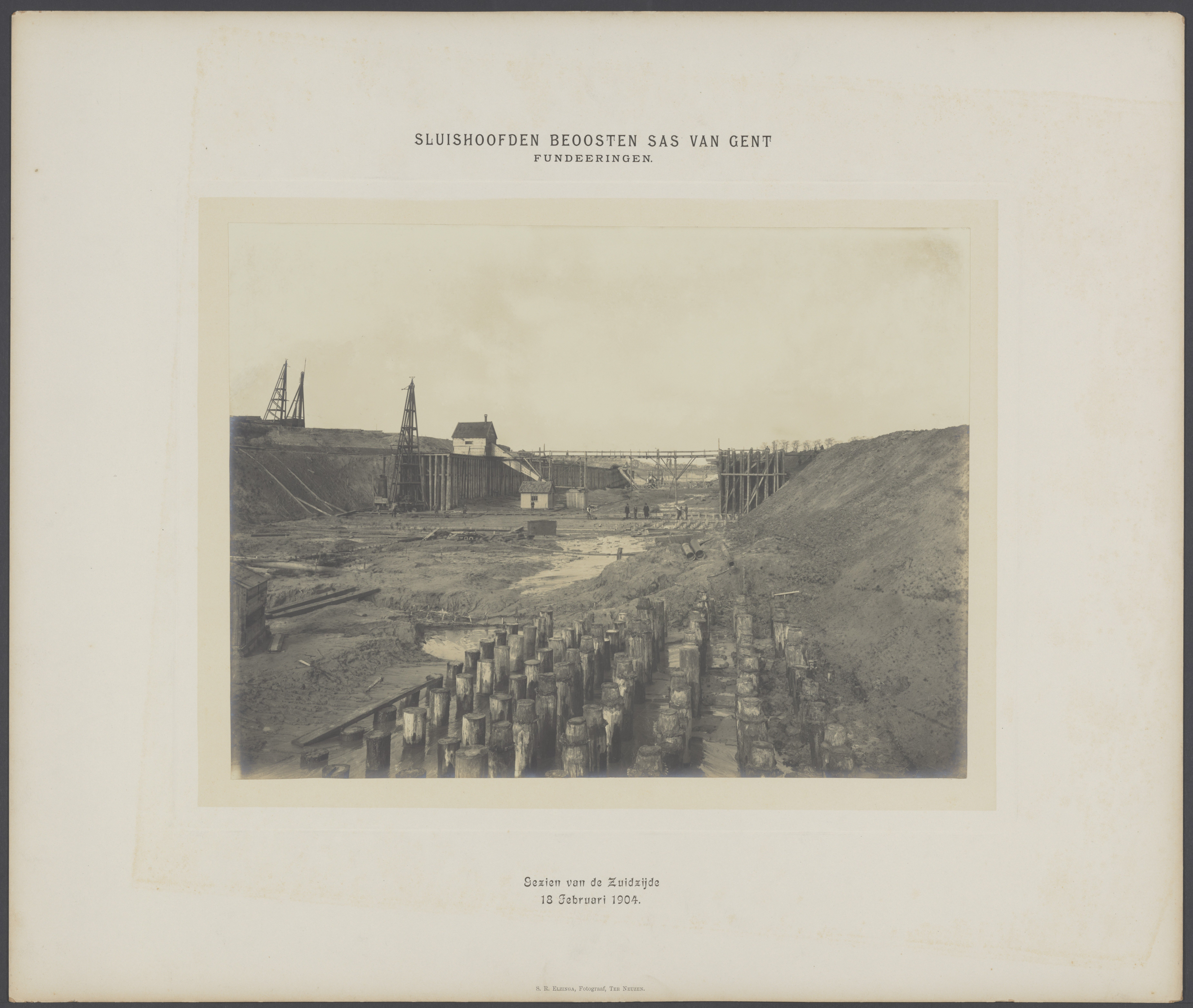
Bouw van de sluishoofden beoosten Sas van Gent. Zicht op de funderingen en sluis,

In 1877 werd hij de arrondissementsingenieur in Terneuzen waarde hij verbeteringswerken uitvoerde aan het Kanaal van Gent naar Terneuzen als onderdeel van het verdrag tussen Nederland en België van 1879. Hij kon het gehele kanaal aanpassen aan de eisen van de scheepvaart van die tijd, en heeft onder andere de kanaal arm ten oosten van Sas van Gent aangelegd, waardoor de scheepvaart niet meer door het centrum van Sas van Gent hoefde. In deze omleiding werd ook een nieuwe schutsluis gebouwd. Toen het kanaal gereed was, werd Schuurman door de koning van België tot ridder van de Leopoldsorde benoemd. Bij een reorganisatie van de Waterstaat in 1882 ging een aantal taken over naar de provincie en verloor Schuurman een deel van zijn taken.

## Zuid-Willemsvaart en de Maasmond
In 1886 werd hij de arrondissementsingenieur van midden en oost Brabant met als standplaats ’s-Hertogenbosch. In die tijd gaf hij leiding aan belangrijke werkzaamheden voor de Zuid-Willemsvaart en later ook aan de werken voor de aanleg van de Bergsche Maas.

## De vaarweg van Dordrecht naar zee
In oktober 1890 werd hij de arrondissementsingenieur in Dordrecht met als taak het verbeteren van de vaarweg van Dordrecht naar zee.De weg langs de Dordtsche Kil, het Hollandsch Diep, Volkerak en Brouwershavensche Gat voldeed door verondieping al  lang niet meer en het laatstgenoemde water was bij storm moeilijk bevaarbaar. De voor de hand liggende oplossing via de Noord en de Nieuwe Waterweg was voor  Dordrecht onbespreekbaar, omdat de gemeente vreesde dat de scheepvaart dan in Rotterdam zou blijven. Er werd in 1896 een commissie opgericht om de regering van advies te dienen, en Schuurman werd daarvan secretaris. In 1897 kwam het advies: het normaliseren van de Oude Maas van Dordrecht tot de Noordgeul, het graven van een nieuwe Noordgeul in een richting zuidoost—noordwest met afdamming der bestaande Noordgeul, en verder het volgen van het Scheur en de Nieuwe Waterweg. Er was heel veel bezwaar tegen deze oplossing. Desondanks is hij na de Eerste Wereldoorlog wel zo uitgevoerd.
In 1890 is hij ook gevraagd om een bijdrage te schrijven in het "Kanalenboek". In 1894 was hij secretaris van een commissie die een vergelijkend onderzoek moest doen tussen Nederlandse en Belgische baksteen.
Schuurman werd naar aanleiding van dit verslag tot ridder in de orde van Oranje-Nassau benoemd (1897).

## Hoofdingenieur-directeur en gezondheid
In 1898 werd hij hoofdingenieur-directeur in Maastricht in in 1900 kreeg hij dezelfde functie in Zwolle. In dat jaar werd hij ook ook benoemd tot ridder in de orde van de Nederlandsche Leeuw. Op 1 november 1905 werd hij hoofd van de Directie Grote Rivieren, maar moest op 20 november stoppen omdat hij overspannen was. In februari 1906 kreeg hij eervol ontslag, omdat zijn gezondheid niet verbeterde.

## Privé
Na zijn afscheid bij Rijkswaterstaat ging hij in Den Haag wonen en is in 1929 overleden. Hij was driemaal gehuwd, maar heeft geen kinderen nagelaten (1875 in Sluis met  Wilhelmina Johanna Anna Stern, 1895 in Dordrecht met  Anna Maria 't Hooft, 1919 in Den Haag met  Margaretha la Lau).